# Maghojoa
Maghojoa ist ein Verwaltungsbezirk (englisch Ward) des Distrikts Singida (DC) in der tansanischen Region Singida.

## Geografie
Maghojoa ist ein Bezirk im nördlichen Zentralteil von Tansania etwa 30 Kilometer Luftlinie nordöstlich der Regionshauptstadt Singida. Bei der Volkszählung 2022 lebten 9827 Menschen in 1846 Haushalten auf einer Fläche von 64 Quadratkilometern.

### Nachbarbezirke
Der Bezirk grenzt an vier Bezirke des Distrikts Singida (DC):
|       | Mwasauya                                    |        |
| Merya | Kompassrose, die auf Nachbargemeinden zeigt | Msange |
|       | Itaja                                       |        |

## Gliederung
Der Bezirk besteht aus vier Gemeinden (swahili Mtaa) mit 16 Orten (Kitongoji):
| Mipilo - Kinyampembee - Kilalu - Mipilo - Masuka | Maghojoa - Maghojoa - Kiyero - Nkambi - Muungano | Ghata - CCM - Azimio - Maendeleo - Muungano - Sokoine | Mwachambia - Jitegemee - Mapinduzi - Muri |

## Wirtschaft und Infrastruktur
- Aufforstung: In den Jahren 2012 bis 2015 wurden jeweils rund 70.000 bis 80.000 Bäume gepflanzt.[8]
- Tierhaltung: Der Nutztierbestand liegt bei 3700 Rindern, 2600 Ziegen, 2100 Schafen und 17.000 Hühnern (Stand 2016).[8]
- Bildung: Die Maghojoa Secondary School ist eine staatliche weiterführende Schule, die Tages- und Internatsschüler bis zur 4. Stufe ausbildet.[9]
- Gesundheit: Inder Gemeinde Mwachambia gibt es eine staatliche Apotheke.[10]